# Número de Nusselt
O Número de Nusselt é uma grandeza bastante utilizada para a determinação do coeficiente de transferência de calor por convecção, baseada na análise dimensional, na qual é utilizada para determinar parâmetros através de relações de similaridade. O número de Nusselt também é função de outro número adimensional, o número de Reynolds, assim como o número de Prandtl. Sendo assim, é comum expressar o Número de Nusselt como:
Nu=f(Re,Pr)
Este número se chama assim em honra a Wilhelm Nusselt, engenheiro alemão que nasceu em 25 de novembro de 1882 em Nuremberg. Se define como:
{\displaystyle {\mathit {Nu}}_{L}={\frac {hL}{k_{f}}}={\frac {\mbox{Transferencia de calor por conveccao}}{\mbox{Transferencia de calor por conducao}}}}
Ambas as transferências são consideradas na direção perpendicular ao fluxo.
Na equação anterior se define:
- L como um comprimento característico. Para formas complexas se define como o volume do corpo dividido pela sua área superficial.
- kf como a condutividade térmica do fluido.
- h como o coeficiente de transferência térmica por convecção.

## Significado Físico
Fisicamente, o número de Nusselt representa a razão entre a transferência de calor de um fluido por convecção (ou seja, a transferência do fluido em movimento) e a condução (que pode ser considerada um caso extremo de convecção, ou seja, a convecção de um fluido em repouso). Considerando uma camada de fluido de espessura L e com uma diferença de temperatura ΔT entre suas superfícies:
qconv/qcond=hΔT/L=Nu
Pode-se perceber que quando o número de Nusselt resultar em 1, não haverá convecção, apenas condução, como se o fluido estivesse completamente em repouso[carece de fontes?]. Podemos perceber claramente que quanto maior for o número de Nusselt mais a transferência de calor entre as duas superfícies se da por convecção do que por condução do fluido.
Por esse motivo que utilizamos a convecção forçada diariamente[carece de fontes?]. Trocamos mais calor com o ambiente sobre a influência de um ventilador pois esse influencia diretamente as condições de escoamento do fluido[carece de fontes?] (aumenta Reynolds).